# Jerónimo Luis de Cabrera
Jerónimo Luis de Cabrera (Siviglia, 1528 – Santiago del Estero, 17 agosto 1574) è stato un militare, esploratore, condottiero, adelantado e governatore spagnolo.
Fondò le città di Ica, in Perù, e di Córdoba in Argentina. La fondazione della città di Ica, il 7 giugno 1563, gli valse la nomina di corregidor e maggiore di giustizia di Potosí da parte del quarto viceré del Perù, Diego López de Zúñiga y Velasco, conte di Nieva.
Il viceré successivo, Francisco Álvarez de Toledo, lo nominò Governatore del Tucumán. Tuttavia, per aver disobbedito ai suoi ordini nel fondare la città di Córdoba il 6 luglio 1573, fu sostituito nel suo incarico e nel 1574 giustiziato per lo stesso motivo.

## Biografia

### Origini e i primi anni
Era figlio illegittimo del signore della Comarca Metropolitana di Siviglia Miguel Jerónimo Luis de Cabrera y Zúñiga e di María de Toledo y Hernández del Pedroso, sposata in seconde nozze nel 1536. Dal primo matrimonio del padre con Elena de Figueroa y Ponce de León, Jerónimo Luis aveva quattro fratellastri: Pedro Luis de Cabrera y Figueroa Ponce de León, Esteban de Cabrera, morto in tenera età, Martín de Córdoba y Cabrera, che morì celibe e la minore, Leonora di Zúñiga. Dal secondo matrimonio del padre ebbe cinque fratelli: Leonor de Cabrera, che sposò Rodrigo de Esquivel, Catalina de la Cerda y Cabrera, congiunta con Diego Gutiérrez de los Ríos y Lasso de Mendoza, Antonio Luis de Cabrera, che sposò Catalina Dorantes de Trejo, Juan de Cabrera e Nicolasa de Cabrera y Toledo. Questi ultimi due perirono insieme alla madre in un naufragio mentre erano diretti in America.
Jerónimo scelse la carriera militare e come alfiere della marina militare spagnola partì per l'America del sud agli ordini del fratellastro Pedro Cabrera y Figueroa, giungendo a Lima, capoluogo del Vicereame del Perù nel 1538.
Quando nel 1548 Francisco Hernández Girón si ribellò alla corona di Spagna non accettando le Leyes Nuevas (Leggi nuove) dell'imperatore Carlo V, Jerónimo lo combatté.

### Carriera in Sudamerica
Nel 1549 si stabilì a Cuzco, dove si fece erigere una casa propria. Di qui partì nuovamente nel 1553 per combattere Girón, che fu sconfitto a Pucará l'anno successivo, catturato e decapitato.
Nello stesso anno si distingueva nelle campagne per la conquista delle valli di Ica, di Pisco e di Nazca.
Il 17 giugno 1563 fondò la città di Ica, allora denominata Villa de Valverde.
Per queste imprese il viceré Diego López de Zúñiga lo nominò corregidor di Potosí e di Charcas.
Il 20 settembre 1571 fu designato adelantado per l'esplorazione e la conquista di nuove terre per la Corona spagnola nel Nuovo Mondo. Nello stesso anno il quinto viceré del Perù, Francisco de Toledo, lo nominò Governatore del Tucumán. La nomina aveva lo scopo di fondare un centro abitato che fungesse anche da piazzaforte nel territorio che oggi è la Provincia di Salta o Provincia di Santiago del Estero. Gli ordini del governatore erano di 
()

### Disobbedienza agli ordini del viceré
Tuttavia Jerónimo decise di puntare più a sud, partì con muli, cavalli, maiali, pecore e galline per un totale di mille animali e con 100 persone delle città di Santiago del Estero, San Miguel de Tucumán e Nuestra Señora de Talavera giungendo verso la metà del 1573 nelle terre dei comechingones e qui fondò la città di "Córdoba de la Nueva Andalucía".
In quel modo Jerónimo ritenne di aver adempiuto alla promessa fatta alla moglie dell'omaggio alla terra da cui ella e la sua famiglia provenivano aggiungendo alla somiglianza del paesaggio e della sua popolazione di comechingones a quelli dell'Andalusia. Jerónimo disse che realizzava la sua principale fondazione in:
((ES) Pueblos originarios - Biografías - Jerónimo Luis de Cabrera, su pueblosoriginarios.com.)
Due mesi dopo aver fondato Córdoba, Jerónimo partì con un gruppo di persone in cerca del Río de la Plata con l'obiettivo di fondare altre città che potessero comunicare direttamente con la Spagna, ma il suo primo obiettivo era quello di trovare la favolosa città dei Cesari, il secondo quello di creare una provincia affacciata sull'Oceano Atlantico. Per questo esplorò il río Tercero e la sua continuazione, il río Carcarañá, giungendo alle rive del fiume Paraná, fino in prossimità dell'attuale città di Santa Fe.
Tre mesi dopo tentò di rifondare la cosiddetta Torre di Caboto o Fuerte Sancti Spiritus, eretta il 27 febbraio 1527 e abbandonata nel settembre 1529, facendo un fortino e un porto che chiamò San Luis de Paraná. Troppo tardi, ad addentrarsi a monte incontrò aborigeni Timbú nella località di Omad-coberá, che gli sbarrarono il passo mentre stavano preparandosi ad attaccare Juan de Garay, che si trovava sul suo brigantino che scendeva da Asunción in cerca anch'egli di un porto con un facile sbocco sul mare. Nel vedere il pericolo che correvano gli spagnoli, attaccò la tribù che disparve. Entrambi i conquistador intavolarono una discussione sui rispettivi diritti, ma nei fatti nessuno dei due aveva un'autorizzazione del re. Durante questa polemica, Jerónimo fu chiamato dalla città di Córdoba a causa dell'imminente pericolo di un attacco indigeno e per un altro motivo che gli risulterà nefasto.
Rientrando a Córdoba e preparandosi a passare per a Santiago del Estero, sede del governatorato, venne a sapere dell'arrivo di un nuovo governatore del Tucumán, Gonzalo de Abreu, del quale era parente e che non vedeva più da quando vivevano a Siviglia, sua città natale. Cabrera lo ricevette con tutti gli onori del caso e lo integrò nel governo.

### La punizione per aver disobbedito
A Cabrera il viceré del Perù aveva dato il mandato di fondare un paese spagnolo a una latitudine corrispondente all'attuale provincia di Salta e che aveva come finalità il poter accedere a queste province in pace contando su una popolazione che eliminasse i rischi e i pericoli di attacchi indigeni. Senza dubbio il governatore Cabrera, penetrando più a sud e fondando la città di Córdoba disobbedì a questi ordini.
Fu per questo che Gonzalo de Abreu y Figueroa, che aveva assunto la carica di governatore il 13 marzo 1574, si rese conto che Cabrera aveva disubbidito agli ordini del viceré e diede inizio a un giudizio sommario su di lui, a dispetto delle proteste dei suoi amici. Perseguì lui come i suoi amici, mise all'asta i suoi beni a basso prezzo, essendo egli stesso il loro acquirente, lo fece catturare e infine lo condannò a morte.
Sulla sua morte vi sono due versioni: una, che fu garrotato senza che prima gli fosse consentito di ricevere l'estrema unzione ne potersi accomiatare dalla consorte e dai figli; l'altra che essendo lui hidalgo, evitò la garrota ma fu trasferito a Santiago del Estero, dove fu decapitato il 17 agosto 1574.

## Matrimonio e discendenza
Nel 1560 Jerónimo Luis de Cabrera sposò a Cuzco la giovane vedova Luisa Martel de los Ríos y Mendoza dalla quale ebbe:
- Miguel Jerónimo de Cabrera y Martel, che divenne corregidor della Provincia di Paruro; sposò Isabella de Morales
- Pedro Luis de Cabrera y Martel, fu Maestre de campo (un titolo analogo a quello di Maresciallo di campo); sposò Catalina de Villarroel y Maldonado
- Gonzalo Martel de Cabrera, che fu alfiere reale, Maestre de campo, corregidor della Provincia di Larecaja; sposò María de Garay, dalla quale ebbe un figlio, Jerónimo Luis de Cabrera y Garay
- Petronila de la Cerda Cabrera y Martel, che sposò il Maestre de campo Pedro González de Villarroel
- Francisca Martel de Mendoza Cabrera, che sposò Gonzalo de Soria y Osorio al quale diede sette figli